# Парусный спорт на летних Олимпийских играх 1928
Соревнования по парусному спорту на Летних Олимпийских играх 1928 года проводились в заливе Зёйдерзе.

## Общий медальный зачёт
| Место | Страна     | Золото | Серебро | Бронза | Всего |
| ----- | ---------- | ------ | ------- | ------ | ----- |
| 1     | Норвегия   | 1      | 1       | 0      | 2     |
| 2     | Швеция     | 1      | 0       | 1      | 2     |
| 3     | Франция    | 1      | 0       | 0      | 1     |
| 4     | Дания      | 0      | 1       | 0      | 1     |
| 4     | Нидерланды | 0      | 1       | 0      | 1     |
| 5     | Эстония    | 0      | 0       | 1      | 1     |
| 5     | Финляндия  | 0      | 0       | 1      | 1     |
| Всего |            | 3      | 3       | 3      | 9     |

## Медалисты
| Класс              | Золото                                                                                                  | Серебро | Бронза                                                                                                   |
| ------------------ | --- | --- | --- |
| Монотип 12 футов   | Свен Торелль Швеция                                                                                     | Хенрик Роберт Норвегия | Бертель Броман Финляндия                                                                                 |
| 6-метровый R-класс | Норвегия · Кронпринц Улаф · Йохан Анкер · Эрик Анкер · Хокон Брюн                                       | Дания · Вильхельм Ветт · Нильс Отто Мёллер · Оге Хёй-Петерсен · Петер Шлюттер                                                          | Эстония · Николай Векшин · Вилльям фон Вирен · Эберхард Вогдт · Георг Фаэльман · Андреас Фаэльман        |
| 8-метровый R-класс | Франция · Донатьен Буше · Карл де ла Сабльер · Андре Дерриен · Виржини Эрио · Андре Лесоваж · Жан Лезьё | Нидерланды · Герард де Врис Лентсх · Мартен де Вит · Ламбертюс Дудес · Хендрик Керскен · Йоханнес ван Холверфф · Корнелис ван Ставерен | Швеция · Кларенс Хаммар · Туре Хольм · Карл Сандблом · Юн Сандблом · Филип Сандблом · Вильхельм Тёрслефф |